# グレゴリー・マンキュー
ニコラス・グレゴリー・マンキュー（N. Gregory Mankiw、Nicholas Gregory Mankiw、1958年2月3日 - ）は、アメリカ合衆国の経済学者。ハーバード大学経済学部教授。デビッド・ローマーとともに代表的なニュー・ケインジアンである。
マンキューは長年、共和党の経済顧問を務めてきたが、2019年、10月にドナルド・トランプ大統領と共和党に対する不満により共和党員をやめると発表した。

## 経歴
1958年 ニュージャージー州トレントンでウクライナ系移民の家系に誕生する。父は法の支配を支持するがゆえに共和党員だった。グレゴリーは子供の頃、共和党の選挙チラシを戸別訪問で届けた。
1970年代、プリンストン大学時代に、ミルトン・フリードマンに感銘を受けた。1980年 プリンストン大学を卒業。
- 1984年 マサチューセッツ工科大学（MIT）を修了する(経済学Ph.D.)
- 1987年 20代の若き秀才として注目され29歳でハーバード大学教授に就任する

2003年 ブッシュ減税に早くから支持を表明し、グレン・ハバードの後任として、米国大統領経済諮問委員会（CEA）委員長に就任する（-2005)
2006年 ミット・ロムニー経済顧問。2008年と2012年には、ロムニーの大統領選挙出馬に協力した。
2019年、ドナルド・トランプ大統領への不満により共和党離脱。有権者登録を共和党から無所属に変更した。
2024年、Econometric SocietyのFellowに選出される。
現在 ハーバード大学経済学部教授

## 業績
- マンキューの専攻分野はマクロ経済学で消費者行動・財政政策・金融市場・金融政策・経済成長などの多岐に渡るテーマを研究し、その論文は、米国の主要ジャーナルに掲載されている。
- マンキューの論文は、数多くのマクロ経済学のテキスト又は論文などに引用され、その名は広く知られている。特に、価格硬直性というマクロ経済学の問題を「メニュー・コスト」という概念で分析したことは有名である。

## 経済学の教科書の著者
- マンキューが一般に広く知られるきっかけとなったのは1992年から発表し続けている各種の経済学教科書であるといえる。1992年に主に経済学部在籍者向けに『マクロ経済学』（原題：Macroeconomics）を出版し、マクロ経済学のテキストとして全米でベストセラーとなった。今や、世界各国に於ける何十の国々の何百もの大学のマクロ経済学の講義で用いられるようになった。

- 更に、1998年に経済学を志す人へ向けて『マンキュー経済学』（原題：Principle of Economics、サブセットはPrinciples of Microeconomics,　Principles of Macroeconomics,　Brief Principles of Macroeconomics,　Essentials of Economics)を執筆、これも瞬く間に経済学テキストとして、日本を含めた世界中でベストセラーとしての地位を築いた。因みに、この原稿料で彼は家屋を購入した。[要出典]

- 又、一般大衆向けのコラムを多く執筆、注目を集めている。マクロ経済学に限らず時事問題に関する自らの論理哲学論考をアメリカ合衆国経済紙『ウォール・ストリート・ジャーナル』、米雑誌『フォーチュン_(雑誌)』などに寄稿している。最近はハーバード大学経済学部の新入生に向けてブログを作成し、更に砕けたタッチで、幅広いテーマを取り扱った随筆を披露している。

## 政治スタンス
共和党の議会指導部に近いとされ、トランプ政権時に「スティーブン・ムーア氏には知的な威厳がなく、上院は承認すべきではない」と手厳しく批判し、人事を検討する上院に強く影響を与えた。
マンキューは、大きな政府と高負担という左翼のアジェンダには反対する。
2019年に、ドナルド・トランプ大統領への不満により共和党員をやめたが、その理由として、共和党員がトランプ大統領の悪質な行動をチェックしないことを挙げた。また、トランプ政権の経済的孤立主義よりも、自由な貿易への回帰がなされるべきで、中国の不当な経済政策、特に知的財産権に関する問題は、世界貿易機関を通じて同盟国と協力して解決するのが最善であり、関税戦争のようなことをしても低所得層に打撃を与えていると批判する。
マンキューはトランプを批判しながら、民主党や左翼に対しても引き続き批判する。トランプ大統領は、反対派を「人間のクズ」と呼び、意図的に二極化させるが、一部の民主党員や左派も、資本主義経済での成功は恥ずべきことであるとして、金持ちを犯罪者扱いし、分断を推進しており、私たちはそのような分裂からの休息を必要としていると批判する。マンキューは、バーニー・サンダースやエリザベス・ウォーレンのようなポピュリストが、口先だけの甘い言葉で、国家による経済統制の強化を行おうとすることを批判する。ウォーレン上院議員による富裕税の提案は、主張するほどの税収を生み出す可能性は低く、非現実的な資金調達計画に基づいて非常に野心的な社会的アジェンダを立てることは、トランプの壁の左派バージョンであると批判する
マンキューは、富裕層の多くは、生産性を高め、経済水準を引き上げるイノベーションや起業とみなされるべきであり、共通の人間性と共通の目標を受け入れて、問題を共有し、最善の解決策を目指すべきであるとする。
気候変動に対しては、政府の厳格な規制ではなく、市場ベースのアプローチが最善で、たとえば、収益が炭素配当として払い戻される炭素税は、二酸化炭素排出量を削減するインセンティブ (経済学)を得ることができるとする。

## 経済学の10大原理
- 人々はどのように意思決定するか

1. 人々はトレードオフに直面している
2. あるものの費用はそれを得るために放棄したものの価値である
3. 合理的な人々は限界原理に基づいて考える
4. 人々は様々なインセンティブに反応する

- 人々はどのように影響し合うのか

1. 交易は全ての人々をより豊かにできる
2. 通常は市場は経済活動を組織する良策である
3. 政府は市場のもたらす成果を改善できることもある

- 経済は全体としてどのように動いているか

1. 一国の生活水準は財・サービスの生産能力に依存している
2. 政府が紙幣を印刷し過ぎると物価が上昇する
3. 社会はインフレと失業率の短期的なトレードオフに直面している

マンキューは上記を経済学の10大原理として提唱している。
(『マンキュー 経済学1 ミクロ編』より)

## 著作

### 書籍

#### 『マクロ経済学』
- Macroeconomics (原著初版1992、原著2版1994、原著3版1997、原著4版2000, 7th ed.2010)
  - マンキュー マクロ経済学I 入門篇 足立英之・地主敏樹・中谷武・柳川隆共訳 東洋経済新報社、日本版1版(1995)、日本版2版(2003)、日本版3版(原著7版)2011年、日本版4版（原書9版）(2017)
  - マンキュー マクロ経済学II 応用篇 足立英之・地主敏樹・中谷武・柳川隆共訳 東洋経済新報社、日本版1版(1995)、日本版2版(2004)、日本第4版（原書第9版）(2018)

#### 『経済学の原理（マンキュー経済学）』
- Principles of Economics  (1st ed.1997, 4th ed.2006, 6th ed.2011, 8th ed.2017, 9th ed.2021:ISBN-13: 9780357541593)
  - Principles of Microeconomics
    - マンキュー経済学1 ミクロ編 足立英之・小川英治・石川城太・地主敏樹共訳 東洋経済新報社、日本版1版(2000)、日本版2版(2005)、日本版3版（原書6版）2013、4版(原書8版）2019(ISBN：9784492315194)

  - Principles of Macroeconomics
    - マンキュー経済学2 マクロ編 足立英之・小川英治・石川城太・地主敏樹共訳 東洋経済新報社、日本版1版(2001)、日本版2版(2005)、日本版3版(2014)、4版(原書8版）2019（ISBN：9784492315200)

  - マンキュー 入門経済学 足立英之・石川城太・小川英治・地主敏樹・中馬宏之・柳川隆共訳 東洋経済新報社 （『マンキュー経済学』ミクロ編、マクロ編から12章を再構成)、1版(2008),2版(2014),3版(2019)
  - Essentials of Economics
  - Brief Principles of Macroeconomics

### 論文
- Hall's Consumption Hypothesis and Durable Goods (PDF)  （英語） Journal of Monetary Economics. 1982;10(Nov):417-426.
- Small Menu Costs and Large Business Cycles: A Macroeconomic Model of Monopoly (PDF)  （英語） Quarterly Journal of Economics. 1985;100(May):529-537.
- Intertemporal Substitution in Macroeconomics (PDF)  （英語） Quarterly Journal of Economics. 1985;100(Feb):225-251.
- Ricardian Consumers with Keynesian Propensities (PDF)  （英語） (with Barsky R and Zeldes S) American Economic Review. 1986;76(Sept):676-691.
- Free Entry and Social Inefficiency (PDF)  （英語） (with Whinston M) Rand Journal of Economics. 1986;17(Spring):48-58.
- The Equity Premium and the Concentration of Aggregate Shocks (PDF)  （英語） Journal of Financial Economics. 1986;17:211-219.
- The Changing Behavior of the Term Structure of Interest Rates (PDF)  （英語） (with Miron J) Quarterly Journal of Economics. 1986;101(2):211--228.
- The Allocation of Credit and Financial Collapse (PDF)  （英語） Quarterly Journal of Economics. 1986;101(Aug):455-470.
- The Optimal Collection of Seigniorage: Theory and Evidence (PDF)  （英語） Journal of Monetary Economicss. 1987;20(327-341).
- Government Purchases and Real Interest Rates (PDF)  （英語） Journal of Political Economy. 1987;95(Apr):407-419.
- The Adjustment of Expectations to a Change in Regime: A Study of the Founding of the Federal Reserve (PDF)  （英語） (withMiron J and Weil D) American Economic Review. 1987;77(June):358-374.
- The New Keynesian Economics and the Output-Inflation Trade-off (PDF)  （英語） (with Ball L and Romer D) Brookings Papers on Economic Activity. 1988;1:1-65.
- Real Business Cycles: A New Keynesian Perspective Real Business Cycles: A New Keynesian Perspective (PDF)  （英語） Journal of Economic Perspectives. 1989;3(Summer):79-90.
- Precautionary Saving and the Timing of Taxes (PDF)  （英語） (with Kimball M) Journal of Political Economy. 1989;97(Aug):863-879.
- Consumption, Income, and Interest Rates: Reinterpreting the Time Series Evidence (PDF)  （英語） (with Campbell J) NBER Macroeconomics Annual 4. 1989:185-216.
- The Baby Boom, the Baby Bust, and the Housing Market (PDF)  （英語） (with Weil D) Regional Science and Urban Economics. 1989;19:235-258.
- Assessing Dynamic Efficiency: Theory and Evidence (PDF)  （英語） (with Abel A and Summers L and Zeckhauser R) Review of Economic Studies. 1989;56(Jan):1-20.
- A Quick Refresher Course in Macroeconomics (PDF)  （英語） Journal of Economic Literature. 1990;28(Dec):1645-1660.
- Permanent Income, Current Income, and Consumption (PDF)  （英語） (with Campbell J) Journal of Business and Economic Statistics. 1990;8(July):265-280.
- The Response of Consumption to Income: A Cross-Country Investigation (PDF)  （英語） (with Campbell J) European Economic Review. 1991;35:723-767.
- The Consumption of Stockholders and Non-Stockholders (PDF)  （英語） (with Zeldes S) Journal of Financial Economics. 1991;29(Mar):97-112.
- A Contribution to the Empirics of Economic Growth (PDF)  （英語） (with Romer D and Weil ) Quarterly Journal of Economics. 1992;107(May):407-437.
- My Rules of Thumb (PDF)  （英語） The American Economist. 1994.
- Asymmetric Price Adjustment and Economic Fluctuations (PDF)  （英語） (with Ball L) Economic Journal. 1994;104(Mar):247-261.
- What Do Budget Deficits Do? (PDF)  （英語） (with Ball L) 1995.
- Relative-Price Changes as Aggregate Supply Shocks (PDF)  （英語） (with Ball L) Quarterly Journal of Economics. 1995;Feb:161-193.
- The Growth of Nations (PDF)  （英語） Brookings Papers on Economic Activity. 1995;1:275-326.
- Capital Mobility in Neoclassical Models of Growth (PDF)  （英語） American Economic Review. 1995;85(Mar):103-115.
- An Asset Allocation Puzzle (PDF)  （英語） (with Canner N and Weil D) American Economic Review. 1997;87(Mar):181-191.
- Teaching the Principles of Economics (PDF)  （英語） Eastern Economic Journal. 1998;24(4):519-524.
- Government Debt (PDF)  （英語） (with Elmendorf D) In: Handbook of Macroeconomics. North Holland; 1999.
- The Savers-Spenders Theory of Fiscal Policy 訂正 (PDF)  （英語） American Economic Review. 2000;90(May):120-125.
- U.S. Monetary Policy During the 1990s (PDF)  （英語） In: Economic Policy During the 1990s. Kennedy School of Government; 2001.
- Sticky Information: A Model of Monetary Nonneutrality and Structural Slumps (PDF)  （英語） (with Reis R) In: Conference in Honor of Ned Phelps. ; 2001.
- The Inexorable and Mysterious Tradeoff between Inflation and Unemployment (PDF)  （英語） Economic Journal. 2001;111(May):C45-C61.
- What Measure of Inflation Should a Central Bank Target? (PDF)  （英語） 2002.
- Sticky Information versus Sticky Prices: A Proposal to Replace the New Keynesian Phillips Curve (PDF)  （英語） (with Reis R) Quarterly Journal of Economics. 2002;117(Nov):1295-1328.
- The NAIRU in Theory and Practice (PDF)  （英語） (with Ball L) Journal of Economic Perspectives. 2002;16(Fall):115-136.
- Disagreement about Inflation Expectations (PDF)  （英語） (with Reis R and Wolfers J) NBER Macroeconomics Annual. 2003:209-248.
- Monetary Policy for Inattentive Economies (PDF)  （英語） (with Ball L and Reis R) Journal of Monetary Economics. 2005;52(May):703-725.
- A Letter to Ben Bernanke (PDF)  （英語） American Economic Assocation; 2005.
- Antidumping: The Third Rail of Trade Policy (PDF)  （英語） (with Swagel PL) Foreign Affairs. 2005;July/August.
- The Politics and Economics of Offshore Outsourcing (PDF)  （英語） (with Swagel PL) Journal of Monetary Economics. 2006;53(5):1027-1056.
- Pervasive Stickiness 付録 (PDF)  （英語） (with Reis R) American Economic Review. 2006;96(2):164-169.
- The Macroeconomist as Scientist and Engineer (PDF)  （英語） Journal of Economic Perspectives. 2006;20(4):29-46.
- Dynamic Scoring: A Back-of-the-Envelope Guide (PDF)  （英語） (with Weinzierl M) Journal of Public Economics. 2006;90(8-9):1415-1433.
- Sticky Information in General Equilibrium (PDF)  （英語） (with Reis R) Journal of the European Economic Association. 2007;5(2-3):603-613.
- Intergenerational Risk Sharing in the Spirit of Arrow, Debreu, and Rawls, with Applications to Social Security Design (PDF)  （英語） (with Ball L) Journal of Political Economy. 2007;115(4):523-547.
- Smart Taxes: An Open Invitation to Join the Pigou Club (PDF)  （英語） Eastern Economic Journal. 2009;35:12-23.
- Optimal Taxation in Theory and Practice (PDF)  （英語） (with Weinzierl M and Yagan D) Journal of Economic Perspectives. 2009;23(4):147-174.
- Spreading the Wealth Around: Reflections Inspired by Joe the Plumber (PDF)  （英語） Eastern Economic Journal. 2010;36:285-298.
- The Optimal Taxation of Height: A Case Study in Utilitarian Income Redistribution (PDF)  （英語） (with Weinzierl M) American Economic Journal: Economic Policy. 2010;2(1):155-176.
- Imperfect Information and Aggregate Supply (PDF)  （英語） (with Reis R) Handbook of Monetary Economics. 2011.
- An Exploration of Optimal Stabilization Policy 付録 (PDF)  （英語） (with Weinzierl M) Submitted.